# 3841 Dicicco
3841 Dicicco је астероид главног астероидног појаса чија средња удаљеност од Сунца износи 2,273 астрономских јединица (АЈ).
Апсолутна магнитуда астероида је 13,3.